# Réorganisation des corps de cavalerie français (1762)
Pour les articles homonymes, voir Réorganisation des corps de cavalerie français et Amalgame.
L'ordonnance royale du 1er décembre 1762 réorganise les corps de cavalerie de l'armée française :
- en 30 régiments à 4 escadrons et 8 compagnies pour la cavalerie légère,
- en 17 régiments à 4 escadrons et 8 compagnies pour les régiments de dragons.

## Ordonnance du roi concernant la cavalerie du1erdécembre 1762
De par le Roi.

Sa Majesté, ayant par son ordonnance du 1er décembre 1761, porté la plus grande partie de ses régiments de Cavalerie à quatre escadrons, pour les mettre en état de servir plus utilement : Et jugeant convenable de leur fixer, soit en temps de paix, soit en temps de guerre, une constitution solide et invariable, afin que les Officiers qu'Elle jugera à propos de conserver, n'aient plus rien à appréhender des réformes à venir, Sa Majesté a ordonné et ordonne ce qui suit. 
Article premier
Indépendamment du régiment des Carabiniers de M. le Comte de Provence, Sa Majesté conservera sur pied trente régiments de Cavalerie; savoir :
- le Colonel-général
- le Mestre-de-camp-général
- le Commissaire-général
- Royal
- du Roi
- Royal-Étranger
- les Cuirassiers du Roi
- Royal-Cravattes
- Royal-Roussillon
- Royal-Piémont
- Royal-Allemand
- Royal-Pologne
- Royal-Lorraine
- Royal-Picardie
- Royal-Champagne
- Royal-Navarre
- Royal-Normandie
- la Reine
- Dauphin
- Bourgogne
- Berry
- Artois
- Orléans
- Chartres
- Condé
- Bourbon
- Clermont
- Conti
- Penthièvre
- Noailles

Article 2
Chacun de ces trente régiments sera composé, en tout temps, de huit compagnies, lesquelles formeront quatre escadrons ; et à cet effet les régiments de Clermont, de Conti et de Noailles, conserveront les huit compagnies dont ils sont composés ; et les seize compagnies de chacun des vingt-sept autres régiments qui ont été portés à quatre escadrons, en exécution de l'ordonnance du 1er décembre 1761, seront doublées pour n'en former à l'avenir que huit.
Article 3
Il sera créé une place de sous-lieutenant dans chaque compagnie, et le titre de Cornette sera supprimé, à la réserve de celui qui est attaché à la compagnie du Colonel-général de la Cavalerie.
Article 4
La place de Maréchal des logis de chaque compagnie, telle qu'elle est aujourd'hui, fera supprimée; et il sera créé dans chaque compagnie quatre places de maréchal des logis pour y remplir les mêmes fondions que les sergents dans l'Infanterie : voulant Sa Majesté que lesdits Maréchaux-des-logis soient les premiers Bas-officiers de la compagnie, et qu'ils soient assujettis aux mêmes lois et aux mêmes peines, en cas de désertion, que les autres Bas-officiers.
Article 5
Chaque compagnie de Cavalerie, sera commandée en tout temps par un capitaine, un lieutenant et un sous-lieutenant; et composée, en temps de paix, de quatre maréchaux des logis, un fourrier, huit brigadiers, huit carabiniers, trente-deux cavaliers et d'un trompette, tous montés.
[…]
Article 34
Le terme des engagements sera fixé à l'avenir à huit années au lieu de six ; les Cavaliers qui monteront aux haute-payes, ne seront point tenus, comme par le passé, de servir trois ans au delà du terme de leur engagement, le congé absolu sera donné régulièrement chaque année
aux Cavaliers dont l'engagement sera expiré.
Article 36
Les Cavaliers qui, aux termes de l'article 34 auront volontairement renouvelé un second engagement, et qui en conséquence, après avoir servi seize ans, voudront se retirer chez eux et non ailleurs, y toucheront la moitié de leur solde; et Sa Majesté leur fera délivrer tous les huit ans un habit de l'uniforme du régiment dans lequel ils auront servi.
Article 37
Ceux qui ayant renouvelé volontairement un troisième engagement, auront servi vingt-quatre ans, auront le choix ou d'être reçus à l'Hôtel royal des Invalides, ou de se retirer chez eux, et non ailleurs, avec leur solde entière, et Sa Majesté leur sera délivrer, tous les six ans, un habit de l'uniforme du régiment dans lequel ils auront servi. 
[…]

## Ordonnance du roi concernant les dragons du1erdécembre 1762
De par le Roi.

Sa Majesté voulant expliquer ses intentions sur la composition de ses régiments de Dragons, et leur donner, ainsi qu'à ceux de sa Cavalerie,
une constitution solide et invariable, qui assure aux Officiers qu'Elle jugera à propos d'y conserver, la possession de leurs emplois, sans rien appréhender des réformes à venir, Elle a ordonné & ordonne ce qui suit :

### Article premier
Les régiments 
- Colonel-général
- Mestre-de-camp-général
- Royal
- du Roi
- de la Reine
- Dauphin
- Orléans
- Bauffremont
- Choiseul
- d'Autichamp
- Chabot
- Coigny
- Nicolaï
- Chapt
- Chabrillant
- Languedoc
- Schomberg

seront conservés sur pied.

### Article 2
Chacun de ces régiments sera composé, en tout temps, de huit compagnies, lesquelles formeront quatre escadrons ; et à cet effet, le régiment de Schomberg conservera les huit compagnies dont il est composé, et les seize compagnies qui composent actuellement chacun des autres régiments, feront doublées, pour n'en former à l'avenir que huit.

### Article 3
Il sera créé une place de sous-lieutenant dans chaque compagnie, à l'exception de celle de la compagnie générale du Colonel-général où il y en a déjà un, et le titre de Cornette sera supprimé, à la réserve de celui qui est attaché à la compagnie du Colonel-général des Dragons.

### Article 4
La place de Maréchal des logis de chaque compagnie, telle qu'elle est aujourd'hui, fera supprimée; et il sera créé dans chaque compagnie quatre places de maréchal des logis pour y remplir les mêmes fondions que les sergents dans l'Infanterie : voulant Sa Majesté que lesdits Maréchaux-des-logis soient les premiers Bas-officiers de la compagnie, et qu'ils soient assujettis aux mêmes lois et aux mêmes peines, en cas de désertion, que les autres Bas-officiers.

### Article 5
Chaque compagnie de Dragons, sera commandée en tout temps par un capitaine, un lieutenant et un sous-lieutenant; et composée, en temps de paix, de quatre maréchaux des logis, un fourrier, huit brigadiers, huit appointés, vingt-quatre dragons et d'un tambour, formant quarante six hommes, dont trente seront montés, et seize resteront à pied.

L'intention de Sa Majesté est cependant que la compagnie du Colonel-général continue d'être commandée
par un Capitaine-lieutenant, un Sous-lieutenant et un Cornette; et que celle du Mestre-de-camp-général desdits Dragons le soit par le Mestre-de-camp dudit régiment, un Capitaine-lieutenant et un Sous-lieutenant.

Les huit Brigadiers, les huit Appointés et les vingt-quatre Dragons formeront huit escouades de cinq hommes chacune, y compris un Brigadier et un Appointé; la première et la cinquième escouade formeront une première subdivision, à laquelle sera attaché le premier Maréchal-des-logis, la seconde et la sixième escouade formeront une deuxième subdivision, à laquelle sera attaché le second Maréchal-des-logis; la troisième et la
septième escouade formeront une troisième subdivision, commandée par le troisième Maréchal-des-logis ; la quatrième et la huitième escouade formeront la quatrième subdivision, à laquelle sera attaché le quatrième Maréchal-des-logis.

Les première et troisième subdivisions formeront la première division qui sera subordonnée au Lieutenant, et les deuxième et quatrième Subdivisions formeront la seconde division que commandera le Sous-lieutenant ; ces deux Officiers rendront tous les jours compte de tous les
détails qui concerneront leur division au Capitaine qui en répondra au Major, et ce dernier au Mestre-de-camp,et en son absence, au Lieutenant-colonel.

### Article 33
Le terme des engagements sera fixé à l'avenir à huit années au lieu de six ; les Dragons qui monteront aux haute-payes, ne seront point tenus, comme par le passé, de servir trois ans au delà du terme de leur engagement, le congé absolu sera donné régulièrement chaque année
aux Dragons dont l'engagement sera expiré.

### Article 35
Les Dragons qui, aux termes de l'article 34 auront volontairement renouvelé un second engagement, et qui en conséquence, après avoir servi seize ans, voudront se retirer chez eux et non ailleurs, y toucheront la moitié de leur solde; et Sa Majesté leur fera délivrer tous les huit ans un habit de l'uniforme du régiment dans lequel ils auront servi.

### Article 36
Ceux qui ayant renouvelé volontairement un troisième engagement, auront servi vingt-quatre ans, auront le choix ou d'être reçus à l'Hôtel royal des Invalides, ou de se retirer chez eux, et non ailleurs, avec leur solde entière, et Sa Majesté leur sera délivrer, tous les six ans, un habit de l'uniforme du régiment dans lequel ils auront servi. 